# Nothomastix chromalis
Nothomastix chromalis är en fjärilsart som beskrevs av Walker 1866. Nothomastix chromalis ingår i släktet Nothomastix och familjen Crambidae. Inga underarter finns listade i Catalogue of Life.